# Hitzacker See
Der Hitzacker See (auch: Hitzackersee) ist ein See auf dem Gebiet der Stadt Hitzacker (Elbe) im Landkreis Lüchow-Dannenberg in Niedersachsen.
Der etwa 1100 Meter breite und etwa 850 Meter lange See liegt am östlichen Ortsrand von Hitzacker. Von Süden nach Norden wird er von der Jeetzel, einem linken Zufluss der Elbe, durchflossen. Nördlich vom See liegt das archäologische Freilichtmuseum Archäologisches Zentrum Hitzacker.